# O-アニス酸
o-アニス酸（オルト-アニスさん、英語: o-Anisic acid）は、化学式が CH
3OC
6H
4CO
2H で表される有機化合物である。無色の固体で、アニス酸の異性体の1つ。
この化合物は、分子内水素結合や、様々な触媒反応の基質としてよく研究されている。